# DR 713/714 und 715/716
Die Triebwagen DR 713/714 und 715/716 sind eine Triebwagenbauart der ersten Generation und als Doppelwagenvariante zur Baureihe DR 701 bis 704 entwickelt worden. Hauptgrund für die Entwicklung war das nur geringe Beschleunigungsvermögen der einteiligen Fahrzeuge wegen der schweren Karosserie und den leistungsschwachen Antriebsmotoren. Gleichzeitig mit dieser Reihe entstanden mit den Fahrzeugen DR 812/813 bis 818/819 Vergleichsfahrzeuge derselben Firma mit Dieselmotor. Die Triebwagen der Reihe DR 713/714 und 715/716 waren bis in die 1950er Jahre im Einsatz. Der VT 715/716 war bis nach 1990 als antriebsloser Beiwagen noch vorhanden. Ein Wagenteil wurde 2004 bei der Oberweißbacher Bergbahn verschrottet, von dem anderen Wagenteil, der in Probstzella als Bahnhofswagen gedient haben soll, fehlen weitere Angaben.

## Geschichte
Die Fahrzeuge sind die Variante der DR 701 bis 704 für regelmäßiges größeres Fahrgastaufkommen. Sie wurden 1925 bei Wegmann & Co. in Kassel hergestellt und Ende desselben Jahres ausgeliefert. Bis auf den fehlenden Führerstand des Einzelwagens sind die Fahrzeuge mit den DR 701 bis 704 nahezu identisch.
Anfangs liefen die Fahrzeuge mit den Betriebsnummern 101/102 Halle sowie 101/102 Cassel. Sie hatten einen dunkelgrünen Anstrich. Den rot-beigen Triebwagenanstrich bekamen beide Fahrzeuge um 1932. Der 713/714 war zuerst in Torgau, später in Westfalen eingesetzt. Der 715/716 war anfangs in Kassel eingesetzt. Spätere Einsatzstellen waren Nordhausen, Gotha und Erfurt.
Während des Zweiten Weltkrieges wurden die Fahrzeuge auf Betrieb mit Flüssiggasantrieb umgebaut und weiter im Reiseverkehr eingesetzt. Zudem erhielten sie eine Dampfeinblaseinrichtung zur Vorheizung der Kühlwasseranlage.
Nach dem Krieg kam der VT 713/714 zur DB, wo er mit der Bezeichnung VT 87 900 versehen wurde. Zum Einsatz kam er nicht mehr, sondern wurde 1950 ausgemustert. Der VT 715/716 verblieb bei der Deutschen Reichsbahn und blieb dort bis 1957 im Einsatz. Nach der Ausmusterung wurde er in einen antriebslosen Doppelbeiwagen umgebaut und erhielt die Bezeichnung VB 140 604/605. Eingesetzt war dieses Fahrzeug von Naumburg (Saale), Nordhausen, Jerichow und Saalfeld/Saale aus. Beide Teilwagen erhielten die EDV-Nummern 190 854-0 und 190 855-7. Der 190 855-7 wurde bis 2004 als Ferienheim in Lichtenhain genutzt und dann verschrottet, der 190 854-0 war zunächst in Schwarze Pumpe und später in Probstzella als Bahnhofswagen vorhanden. Von den Fahrzeugen gibt es ein Modell.

## Konstruktive Merkmale
Der Wagenkasten war nach denselben konstruktiven Prinzipien wie beim DR 701 bis 704 aufgebaut. Er hatte ein genietetes stählernes Untergestell und ein genietetes stählernes Fachwerk mit Beblechung als Aufbauten. Die Unterschiede der kurzgekuppelten Einzelwagen waren der fehlende zweite Führerstand sowie der gegenüber der Reihe 701/704 vergrößerte Achsstand. Beide Einzelwagen waren am Kurzkuppelende mit Faltenbalg miteinander verbunden. Ein Wagen war als Sitzwagen mit 50 Sitzplätzen, der andere als Traglastenwagen mit 30 Sitzplätzen ausgebildet. An den Kurzkuppelenden besaß ein Wagen eine Toilette, der andere ein Gepäckabteil. Der Zugang zu den Einstiegsräumen des Kurzkuppelteiles erfolgte über eine diagonal versetzte Tür.
Die Antriebsanlage jedes Einzelwagens war ebenfalls mit der des VT 701 bis 704 identisch, nur dass sie bei dem Wagen als Doppelmaschinenanlage ausgelegt war, die im Verband gesteuert wurde. Berichte über die Erfahrungen mit der Doppelmaschinenanlage liegen nicht vor.